# Воронкова, Любовь Фёдоровна
Любо́вь Фёдоровна Воронко́ва (1906—1976) — советская писательница, автор многих детских книг и цикла исторических повестей для детей. Член Союза писателей СССР.

## Биография
Родилась 4 (17) сентября 1906 года в Москве, училась в городском училище, затем в Строгановском училище. После того, как семья покинула Москву и поселилась в подмосковном посёлке Коськове, учёбу пришлось оставить.
Вернувшись в Москву, Любовь Федоровна работала журналисткой, много ездила по стране, писала о сельских тружениках.
Первые стихи были опубликованы в «Комсомольской правде», первая книга рассказов «Шурка» вышла в 1940 году. Затем последовали книги о войне, в том числе повесть «Девочка из города» (1943).
Повести Воронковой всегда глубоко созвучны тому, чем в этот период времени жили её читатели. Многие из них документальны. Например, «Алтайская повесть» — о жизни юных садоводов Горного Алтая.
Последние годы жизни писала на историческую тему: о детстве и юности Александра Македонского, о его завоевательных походах, о морском сражении при Саламине и др. После поездки по Средней Азии Любовь Федоровна написала книжку о жизни узбекских детей «Сад под облаками».
Умерла 20 января 1976 года. Похоронена в Москве на Ваганьковском кладбище (участок № 2).

## Награды
- 2 ордена Трудового Красного Знамени (20.10.1956; 11.11.1966)
- медали

### Детские книги
- Чёрная смородина. М., Молодая гвардия, 1932, 1933
- Шурка. М.-Л., Детиздат, 1940
- Летом. М.-Л., Детиздат, 1940
- Лихие дни. М.-Л., Детгиз, 1942
- Лесная избушка. М.-Л., Детгиз, 1943
- Девочка из города. М.-Л., Детгиз, 1943. Повесть
- Село Городище. М.-Л., Детгиз, 1947. Повесть
- Солнечный денёк. М.-Л., Детгиз, 1948. Повесть
- Снег идёт. М.-Л., Детгиз, 1949. Повесть
- Золотые ключики (1950)
- Алтайская повесть. М.-Л., Детгиз, 1951
- Подружки идут в школу. М.-Л., Детгиз, 1951. Повесть
- Беспокойный человек (1953)
- Кружка молока (1953)
- Неделька (1953)
- Синее облачко (1954)
- Старшая сестра (1955)
- Маша-растеряша. М., Детгиз, 1956
- Рожок зовёт Богатыря. М., Детгиз, 1957 (в соавторстве с К. В. Воронковым) Повесть
- Федя и Данилка. М., Детгиз, 1958. Повесть
- Командир звёздочки. М., Детгиз, 1960. Повесть
- В большой семье. (1959)
- Что может сделать человек. (1960)
- Личное счастье (1961)
- А если бабушка велела? (1963)
- Детство на окраине. М., Детгиз, 1959. Повесть
- Волшебный берег. М., Детская литература, 1964. Повесть-сказка
- В гостях у бабушки Марфы Повесть
- Гуси-лебеди. (1966) Повесть
- Где твой дом? М., Детская литература,1964
- Живой фонарик (1967)
- Маленький соколик (1973)
- Сад под облаками. М., Детская литература, 1975. Повесть
- Внучек Ваня. М., Малыш, 1976 (Сборник рассказов)
- Старшая сестра. Повесть. (1972)

### Исторические повести для детей
- След огненной жизни — о Кире II Великом (1968)[4]
- Мессенские войны (1969)[5]
- Сын Зевса. М., Детская литература, 1971 — первая часть дилогии об Александре Македонском
- В глуби веков. М., Детская литература, 1973 — вторая часть дилогии об Александре Македонском
- Герой Саламина. М., Детская литература, 1975 — о Фемистокле[6]
- Неистовый Хамза. М., Детская литература, 1978 — об узбекском поэте, драматурге и просветителе Ниязи[7]

Все исторические повести Любови Воронковой, кроме одной («В глуби веков»), печатались первоначально в журнале «Пионер», с иллюстрациями разных художников; повесть «Сын Зевса» имела в журнальном варианте другое название — «Юность Александра», а повесть «Мессенские войны» (1969) в журнальном варианте называлась «Мессенская война».
Первые отдельные издания трёх повестей Воронковой («Сын Зевса», «В глуби веков», «Герой Саламина») были проиллюстрированы выдающимся художником Игорем Ильинским.